# Vexilação
Vexilação (em latim: vexillatio) era um destacamento formado ad hoc no exército do Império Romano. Podia compreender desde uma ou várias coortes de uma legião, até uma mistura de centúrias e decúrias extraídas de várias unidades, legiões e unidades auxiliares.
A princípio do Império, sob a dinastia júlio-claudiana, as unidades do exército romano costumavam ser destinadas completas para cobrirem determinadas funções, mas,  a partir da dinastia Flávia, à medida que as unidades eram estabelecidas em acampamentos estáveis e permanentes, foi cada vez mais difícil deslocar unidades completas, exceto no caso de grandes campanhas. Por isso recorreu-se progressivamente a formar destacamentos ou vexilações.
No século III, os vexilações foram utilizadas como uma flexível ferramenta que permitia reunir tropas para controlar as numerosas situações de emergência às quais se viu submetido o Império, assim, por exemplo, Caio Suetônio Paulino durante a revolta de Boudica enfrentou os Britanos com uma Legião (a XIV) e um vexilação da XX na Batalha de Watling Street, deixando o restante da Legio XX Valeria Victrix defendendo as fortificações da sua campanha em Gales.
Muitos destes destacamentos foram tornando-se definitivos, de maneira a que sob Diocleciano e Constantino terminaram por se tornar alguma das novas unidades militares do Baixo Império, quer legiões, quer auxilia palatina.